# Живко Јовановић
Живко Јовановић (Шабац, 20. новембар 1888 — Београд, 27. март 1923) био је политички радник, истакнути теоретичар КП Југославије и публициста.

## Биографија
Његов отац Стеван био је родом из Бирача, у источној Босни, а у Кнежевину Србију је дошао за време Босанско-херцеговачкчког устанака, 1875. године. Ту се оженио Јеленом, која је била родом из Уба и са њом добио петоро деце — три ћерке и два сина, од којих је Живко био најмлађе дете. Стеван је био кафеџија и у време Живковог рођења је држао у закупу кафану „Балкан”. Касније се бавио трговином, а потом је радио као послужитељ у општини и надзорник општинског каменолома. Пошто је породица била сиромашна, тешко је живела, па је бригу о најмлађем Живку преузела је његова најстарија сестра Мара, која се удала за трговца Крсту Остојића.
Основну школу је завршио 1900. године у Шапцу, а у истом граду је похађао и Шабачку гимназију. Након завршеног седмог разреда, 1907. године прешао је у Београд, где је у Другој мушкој гимназији завршио осми разред и матурирао. Преласком у Београд становао је код сестре Јелене и њене породице, а након завршетка гимназије у Београд се преселила и његова најстарија сестра Мара и њен супруг Крста, па је поново живео са њима.

### Студије и рад на факултету
Након матуре 1908. године уписао се на Правни факултет Универзитета у Београду. Од самог почетка студија интересовао се за друштевене науке, а пре свега социологију. Како би се што боље упознао са социологијом читао је велики број књига и часописа, а неке од књига је проналазио и у „Социјалистикој књижари”, који су организовали српски социјалисти. Касније се претплатио на лист „Борба”, који је издавала Српска социјалдемократска партија и који је уређивао Димитрије Туцовић. На његово усмерење ка марксизму имао је удела и његов професор Слободан Јовановић и његово дело Светозар Марковић из 1903. године. Слободан Јовановић је у овом делу афирмативно писао о Марксу и његовом делу, али је и изнео више негативних судова о делу Светозара Марковића, па је то Живка навело да се више посвети истраживању ове теме.
Као одличан студент, али сиромашног стања, добио је 1910. године ступендију Фонда „Јеврем Панић”. Због избијања Првог балканског рата, 1912. године, његове студије су биле накратко прекинуте, али је већ јуна 1913. године полагао дипломски испит и завршио факултет. Још пре дипломирања, Живко Јовановић је септембра 1912. године био именован за асистента на Катедри за јавно право чији је шеф био професор Слободан Јовановић, који је од 1909. године био и декан Правног факултета. У исто време, септембра 1912. године, Живко је објавио и свој први чланак „Социологија и друштвена солидарност” у београдском листу „Дело”. Током 1912. и 1913. године објавио је у листу „Дело” седам радова, од који је најопсежнији био рад Социолошке теорије. У то време Живко се дружио са социјалистом Драгишом Лапчевићем, а сусретао се и са другим истакнутим социјалистима — Димитријем Туцовићем, Душаном Поповићем, Живком Топаловићем и др.
У току Првог балканског рата, новембра 1912. године његов старији брат Јован Јовановић (1876—1912), који је био трговац, умро је у граду Љеш у Албанији, као војник Српске војске.
Средином 1913. године Живко је конкурисао на два упражњена места за стипендисте докторанде у „Задужбини Милана Марића” и заједно са Драгославом Јовановићем био изабран за стипендисту. Драгослав је конкурисао за правне науке, а Живко за економско-политичке науке. Према правилима Задужбине било је предвиђено да докторанд за правне науке слуша докторски течај у Паризу, док докторанд за економско-политичке науке треба да слуша течаја у месту које му одреди Министарство просвете. Министарство је у овом случају своје право пренело на Савет Правног факултета, који је одлучио да и Живко иде у Париз. Двојица Јовановића отишла су у Париз половином новембра 1913. године и уписала се на тамошњи Правни факултет. Живко је тамо слушао предавања из опште економији, политичке економије, економских и политичких доктрина, финансија и једне помоћне економске науке. Уз ову групу предмета, обавезно је ишла и група предмета из јавног права. Током боравка у Паризу, упознао је своју велику љубав студенткињу Катарину Достовалову, коју је звао Кити. Катарина је била из Русије и становала је у истом пансиону, у коме је становао и Живко.

### Први светски рат
При крају прве године докторских студија, 1914. године отпочео је Први светски рат па је париски Правни факултет био затворен, а његове студије прекинуте. Средином августа 1914. године Живко напушта Париз и одлази у ратом захваћену Краљевину Србију. Путовао је заједно са групом сународника и то веома дуго, око десетак дана. Ишли су преко Италије, потом Јадранским и Јонским морем до Крфа, одакле су бродом и возом путовали до Ниша, преко Атине, Солуна и Скопља. У Нишу су тада била измештена сва министарства из Београда, па је Живко овде Министарству просвете поднео извештај о својим докторским студијама. Пошто су чланови његове породице живели у Београду у Мачванској Митровици, подручјима која су била захваћена Првом аустроугарском офанзиовом, Живко је напустио Ниш и отишао у Београд. Тамо је затекао само зета Крсту и потом је у потрази за мајком и сестром отишао у Крагујевац, а одатле у Ваљево, где их је пронашао.
Након Друге аустроугарске офанзиве, у јесен 1914. године, Живко се са породицом повукао у Врање. Почетком 1915. године Живко је напустио Србију и преко Софије, Букурешта и Одесе отишао у Русију, у сусрет својој вереници Кити, која је у јесен 1914. године дошла у Србију у потрази за њим. Она је тада око месец дана боравила у Нишу, безуспешно покушавајући да га пронађе и потом је отишла у Кременчуг. Нако што је успео да ступи у контакт с њом, одлучио је да оде по њу. Ипак, након сусрета с вереницом, одлучио се да се сам врати у Србију и потом је боравио у Крагујевцу, сарађујући са редакцијом листа „Дело”, која се налазила у Нишу. Октобра 1915. године у овом листу објавио је свој чланак Европски рат и друштвени развитак. У исто време Живко је од власти затражио пасош за Француску, како би оданде био ратни дописник српске штампе. Његов евентуални одлазак спречила је нова Тројна инвазија на Србију, крајем 1915. године, након чега се српска војска повукла преко Албаније.
Непосредно пред инвазију на Србију, Живкова вереница Кити је дошла у Ниш, а одатле су заједно прешли у Косовску Митровицу, где их је затекла окупација. Након окупације они су отишли у Мачву, где се окупила Живкова породица — мајка Јелена и сестре са децом. У Богатићу, код рођака Живковог зета Крсте живели су његова мајка, сестра и вереница Кити. Током окупације, Живко је два пута био хапшен од стране окупаторских власти. Први пут је био хапшен фебруара 1916. године, када је заједно са осталим мушкарцима био интерниран у Подриње. Како би поново био са вереницом, одлучио је да с њом пређе у Београд. Заједно с њима пошла је и његова мајка, а живели су у кући његове сестре и зете. Пошто његова вереница није била држављанка Србије, претила јој је депортација од окупаторских власти па су се они маја 1916. године венчали. Кум на венчању им је био Драгослав Јовановић, Живков пријатељ и друг са студија у Француској.У септембру исте године почео је да ради као приватни порфесор и давао је часове ђацима, који су похађали гимназију у Београду, која је тих година радила под окупацијом. Јула 1917. године ухапшен је по други пут, али је након десетак-петнаест дана био пуштен.

### Почетак политичког рада
Током окупације, Живко се често сусретао са социјалистом Драгишом Лапчевићем, око кога се окупила група београдских социјалиста. Преко ове групе, Живко је добио информације о дешавањим у међународном радничком покрету. Ипак пресудан утицај на њега имала је Октобарска револуција, 1917. године. Његово велико теоријско знање о друштвеним појмовима и процесима помогло му је да прихвати политику Лењина и бољшевика. Када је након ослобођења и стварања нове државе Краљевине Срба, Хрвата и Словенаца, децембра 1918. године, Драгиша Лапчевић поново покренуо лист „Радничке новине”, један од сарадника му је био Живко Јовановић. Касније су им се у овом послу придружили Михаило Тодоровић и Милош Требињац. До јануара 1919. године, Живко је у „Радничким новинама” објавио непотписану серију од осам чланака под називом Бољшевизам и бољшевици. У овим чланцима он је по први пут југословенској јавности упознао са бољшевичком теоријом и праксом, као и суштином крупних промена које су бољшевици извели у Русији. Ови текстови нису имали великог одјека, јер су штампани усред зиме, али су их касније пренели и неки други социјалистички листови, а средином априла исте године босански социјалисти су у Сарајеву, ове чланке штампали у брошури од 10.000 примерака која је била растурана широм Југославије.
Због серије текстова у којима је говорио афирмативно о бољшевичкој револуцији Живко Јовановић је дошао у сукоб са Живком Топаловићем, који није био наклоњен комунистима. Јовановић није био формални члан Српске социјалдемократске партије (ССДП) све до 10. јануара 1919. године. Иако раније није био члан ССДП, Живко је због својих заслуга за социјалистички покрет, био сматран једним од водећих чланова покрета уз тада већ афирмисане партијске функционере — Филипа Филиповића, Симу Марковића, Драгишу Лапчевића, Павла Павловића и др. Упоредо са политичким ангажовањем, почетком 1919. године Живко Јовановић је с групом београдских интелектуалаца, међу којима су били Михаило Аврамовић, Мирко Косић и Ђорђе Тасић основао Друштво за социјално васпитање, чији је задатак био испитивање социјалних проблема и ширење социјалних сазнања. Касније током времена овом друштву су се прикључили и нови људи различитих партијско-политичких припадности. Једна од првих активности овог друштва била су предавања која су одржавана у сали хотела „Касина” на Теразијама, а прво предавање О социјалној структури Југославије одржао је управо Живко 24. фебруара 1919. године. Следеће предавање држао је 5. марта на тему еволуције човека у друштву и еволуцији друштвених форми и установа. Треће и последње предавање одржао је 10. марта и оно је било наставак претходног предавања. Поред Живка, предавачи на су били — Живко Топаловић, Сима Марковић, Никола Богдановић, Боривоје Милојевић, Ђорђе Тасић, Михаило Тодоровић, Јован Максимовић и др. Након што је Живко крајем марта 1919. отишао у Париз, Друштво је замрло и у јуну се употпуности угасило.

### Поново у Паризу
Након завршетка рата и поновног доласка министарстава у Београд, крајем 1918. и почетком 1919. године, Живко се обратио Министарству просвете са молбом да му се обнови стипендија за завршетак докторских студија у Паризу. Пошто је у току рата фонд „Задужбине Милана Марковића” у потпуности пропао, Министарство просвете је одлучило да му додели стипендију, али је услед девалвације новца током рата она била недовољна за одлазак и боравак у Паризу. Пошто му је на нову молбу Министарство просвете одобрило одређену суму новца, он је крајем марта 1919. године отишао у Париз. У Француској се тада налазио велики број студената из Србије, који су тамо формирали Удружење југословенских студената. Међу њима било је и доста студената чланова предратног Клуба студената социјалдемократа са Београдског универзитета. Ови студенти су се повезали са члановима Комитета Српске социјалдемократске партије у Француској и француским социјалистима. На њих је посебног утицаја имала Октобарска револуција, па је дошло до убрзане поделе међу студентима и формирања засебне организације Југословенске социјалистичке омладине у Француској, а касније је било формирано чак 15 група југсоловенске социјалистичке омладине. Најистакнутију улогу међу студентима социјалистима у Француској имао је Војислав Вујовић, студент права и предратни члан ССДП, који се повезао са бољшевицима у Паризу. Почетком 1919. у Париз је стигао и Војиславов старији брат Радомир Вујовић, а у истом периоду у Паризу је студирао право и Мустафа Голубић.
Доласком у Париз, Живко Јовановић се поред рада на докторским студијама, ангажовао и у политичком раду међу југословенским студентима, али без јавног учешћа. Активно је сарађивао са Војиславом Вујовићем и преко њега успоставио везе са Коминтерном. Током боравка у Паризу, Живко је публиковао два чланка у једном француском социјалистичком листу. У првом чланку је говорио о политичким активностима радника у Београду, а у другом о „белом терору” у Југославији након Конгреса уједињења. Такође, из Париза је одржавао контакте са својим друговима социјалистима у земљи. Маја 1919. године написао је опширан чланак Револуција ће победити који је послао у земљу с намером да буде објављиван у „Радничким новинама”, али га је цензура забранила.
Живко Јовановић је у Паризу остао до средине августа 1919. године, а у земљу се вратио након наредбе Министра просвете Краљевине СХС Љубе Давидовића да се сви српски ђаци и студенти врате у Југославију.

### Политичко ангажовање у КПЈ
Док је Живко Јовановић боравио у Паризу, у Београду је 20. априла 1919. године одржан Конгрес уједињења на коме је дошло до уједињења социјалдемократских и социјалистичких странака и стварања Социјалистичке радничке партије Југославије (комуниста). Након повратка у Београд, многи су очекивали да ће Живко постати универзитетски професор, али се он одлучио за политички рад. Због тадашњих политичких прилика у Краљевини СХС. Одмах по доласку он је већ 19. августа 1919. године у Радничком дому одржао предавање под називом Марксизам и бољшевизам. Након тога, до краја године је одржао серију предавања, под називима Демократска и совјетска држава, Зашто је револуција неизбежна? и Тактика и акција Треће интернационале.
Средином септембра 1919. године, на партијском пленуму добио је прву партијску функцију — постао је члан Новинарског бироа СРПЈ(к). Чланови овог бироа, изабрани на Конгресу су били — Живко Топаловић, Милица Ђурић-Топаловић, Јово Јакшић и Коста Новаковић, али нису били у могућности да делују. Живко Топлаовић је у мају био позван на војну вежбу у Битољ и тамо је отпутовао са супругом, док је у исто време Јово Јакшић био ухапешн у Сарајеву. Заједно са Живком у Новинарски биро је био изабран и Драгиша Лапчевић и З. Тодоровић.